# معامل جيني

تمثيل بياني لمعامل جيني. يوضح الرسم البياني أن معامل جيني يساوي المساحة A مقسومة على مجموع المساحات A وB، أي أن جيني = A / (A + B). ويساوي أيضًا (2A) و(1 - 2B) لأن أن (A + B = 0.5) (نظرًا لأن مقياس المحاور من 0 إلى 1).

معامل جيني (نسبة للعالم كورادو جيني) من المقاييس الهامة والأكثر شيوعا في قياس عدالة توزيع الدخل القومي، تعتمد فكرته على منحنى لورنز، يمتاز معامل جيني بأنه يعطي قياسا رقميا لعدالة التوزيع، وتتلخص فكرته بحساب المساحة المحصورة بين منحنى لورنز وبين خط المساواة (الخط القطري الواصل بين نقطة الأصل والنقطة (1,1) في الرسم البياني) وضرب هذه المساحة بـ 2، وذلك لأن مساحة المثلث المحصورة بين خط التساوي والإحداثيين الأفقي والعمودي تساوي 0.5، لذا فإن معامل جيني ينحصر بين الصفر والواحد، حيث يكون صفرا عندما ينطبق منحنى لورنز على خط التساوي وتكون المساحة مساوية للصفر ويكون عندها توزيع الدخل متساويا لجميع أفراد المجتمع (التوزيع الأمثل للدخل)، بينما يكون معامل جيني مساويا للواحد عندما ينطبق منحنى لورنز على الخط الأفقي والخط العمودي وتكون المساحة بين خط التساوي ومنحنى لورنز تساوي 0.5 وتكون عندها قيمة معامل جيني مساوية للواحد الصحيح وفي هذه الحالة يكون توزيع الدخل في أسوأ أحواله، أي أنه كلما كانت قيمة معامل جيني صغيرة كانت عدالة توزيع الدخل أفضل.